# 1996年夏季残疾人奥林匹克运动会斯洛伐克代表团
1996年夏季残疾人奥林匹克运动会斯洛伐克代表团是斯洛伐克派出的1996年夏季残疾人奥林匹克运动会代表团。获得2枚金牌、4枚银牌和5枚铜牌。